# Iperturismo

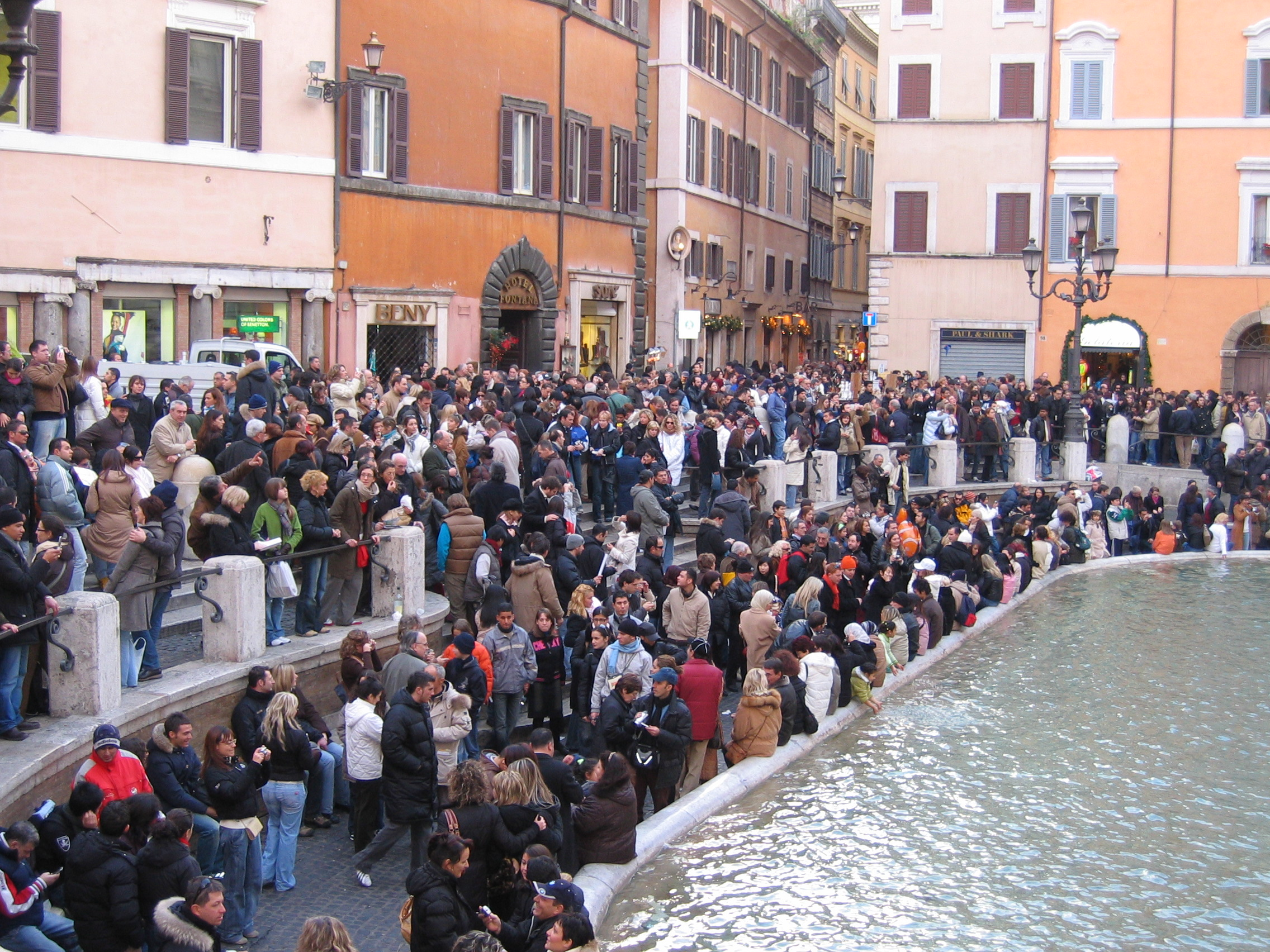
Folla di persone davanti alla fontana di Trevi, a Roma

L'iperturismo (anche conosciuto come sovraffollamento turistico, sovraturismo, e con l'anglicismo overtourism) è un fenomeno definito dall'Organizzazione mondiale del turismo come «l'impatto […] su una destinazione, o parti di essa, che influenza eccessivamente e in modo negativo la qualità della vita percepita dei cittadini e/o la qualità delle esperienze dei visitatori». La problematica, di portata globale, può influenzare la qualità della vita e delle esperienze delle persone attraverso i suoi effetti sul territorio traducendosi in una serie di stravolgimenti sociali, economici e ambientali ai danni dei cittadini che portano, ad esempio, a un allontanamento degli abitanti dalle località medesime.

## Cause
L'iperturismo nasce quando si supera la capacità fisica o ecologica di accoglienza di un territorio e quando il turismo di massa rende determinate aree invivibili a livello economico e sociale. Tra i fattori che sono nel mirino di chi critica l'afflusso incontrollato di turisti in un dato luogo vi sono le logiche amministrative e imprenditoriali speculative e l'assenza di politiche mirate a controllare il turismo.

## Conseguenze

### Turistificazione
Il sovraffollamento turistico in un dato luogo porta a delle trasformazioni economiche, sociali e urbanistiche, definite "turistificazione", in analogia alla gentrificazione. L'eccesso di presenza turistica porta infatti un grande cambio del modello di economia locale, con la nascita di attività prima assenti, quali cooperative di guide turistiche, tour guidati a piedi e in bus scoperti, nascita di piccole case editrici e fioritura di testi/guide sui misteri, curiosità, bellezze, storie, ecc. dei siti; ma anche vere e proprie trasformazioni fisico-urbanistiche dei luoghi, con spazi e locali adibiti specificatamente ai turisti, quali: ristoranti, rivendite di cibo da asporto, locande e simili, o ristrutturazioni di vecchi edifici trasformati in nuovi alberghi, B&B, destinazione di alloggi ad affitti brevi, con relativa espulsione di abitati e/o affittuari di lungo periodo o studenti. Analoga evoluzione si verifica con il commercio al dettaglio, per esempio con negozi di souvenir che prendono il posto di botteghe locali tradizionali destinate alla cittadinanza, determinando disservizi per i cittadini comuni.

#### Aumento dei prezzi
In molti casi, la turistificazione porta a un aumento generale dei prezzi, in particolar modo quello degli affitti, e a un'espulsione da porzioni o dall'intera città dei cittadini medesimi, specialmente quelli delle fasce più deboli. Secondo molti, tali aspetti sono determinati dalla preferenza degli affittuari per i servizi B&B e affitti brevi rivolti ai turisti a scapito degli affitti a lungo termine indirizzati agli abitanti di un luogo, considerati meno remunerativi dal punto di vista economico.

### Cultura enogastronomica
Il turismo di massa ha effetti anche nella cultura enogastronomica dei luoghi. La massificazione del turismo enogastronomico porta in determinate situazioni all'appiattimento ed alla banalizzazione della cultura alimentare locale: l'esigenza di rendere più appetibile agli occhi del turista "mordi e fuggi" un determinato piatto o intere espressioni culinarie, se da un lato spinge la diffusione del cibo da asporto con relative conseguenze sul commercio locale, porta anche molti ristoratori a modificare le ricette tradizionali, oppure a omettere completamente determinati piatti, per adattarle ai gusti di una più vasta platea di turisti. Analogo fenomeno si può riscontrare nel settore dei souvenir gastronomici, ridotti a pochissime tipologie di cibi standardizzati e più aderenti all'immaginario del turista, peraltro spesso tutt'altro che locali ed artigianali bensì di produzione industriale.

### Impatto ambientale
L'iperturismo influisce anche sull'ambiente, portando inquinamento, degrado ambientale e aumento del consumo idrico. La sostenibilità ambientale dovuta al sovraffollamento turistico può essere messa in pericolo ad esempio dalle crociere. Secondo un sondaggio di WWF, i turisti che visitano Barcellona accedendovi via mare esercitano un impatto ambientale negativo maggiore del loro contributo economico.

## Strategie

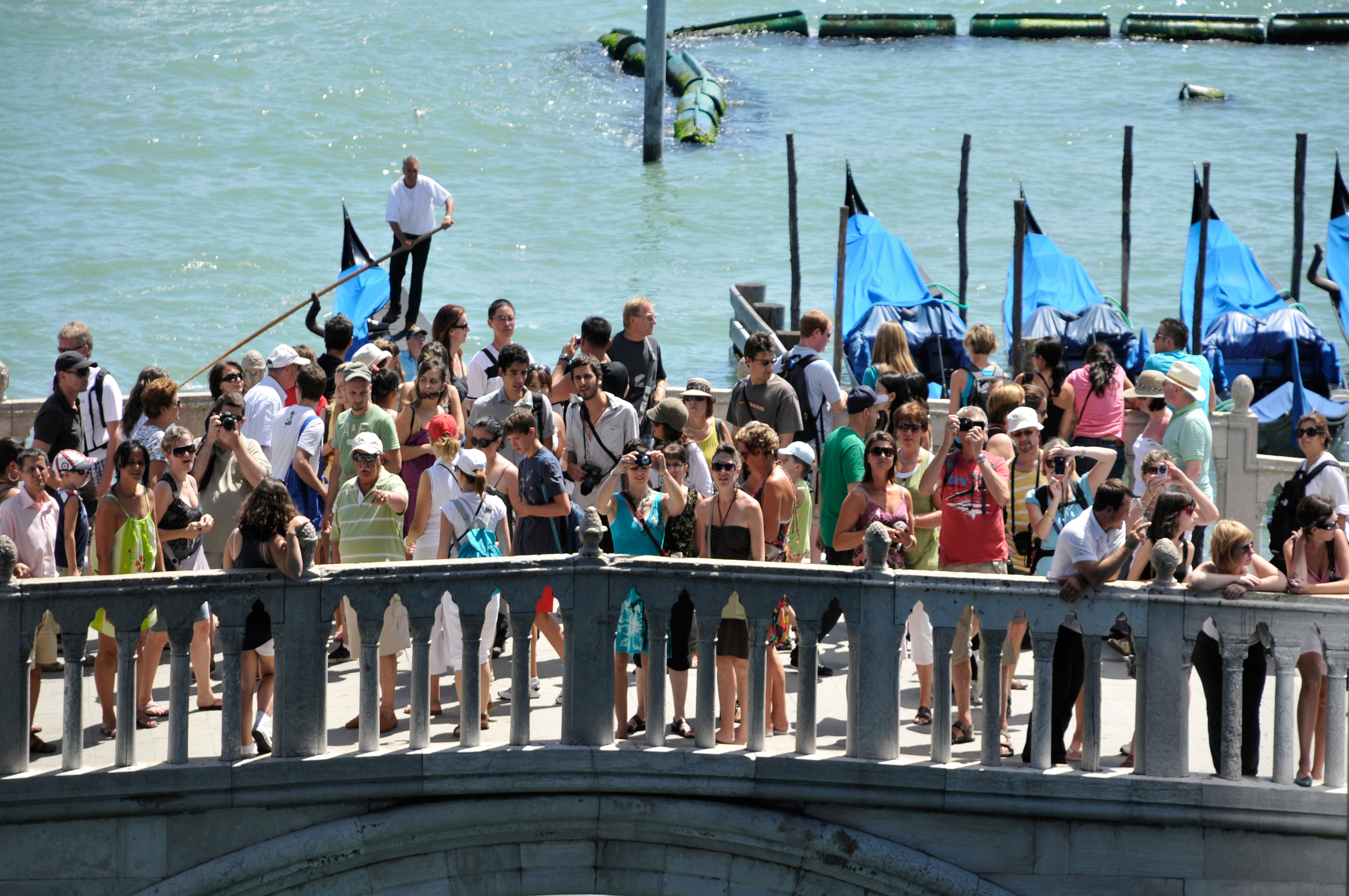
Folla di turisti a Venezia

### Proposta della UNWTO
Come soluzione per gestire e limitare il sovraffollamento turistico nelle città, l'organizzazione Mondiale del Turismo (UNWTO) ha elaborato 11 possibili strategie:
1. promuovere la dispersione dei visitatori all'interno della città e oltre
2. promuovere la dispersione temporale dei visitatori
3. stimolare nuovi itinerari e attrazioni
4. rivedere e adattare la regolamentazione
5. migliorare la segmentazione dei visitatori
6. garantire alle comunità locali benefici dal turismo
7. creare esperienze in città sia per residenti che per visitatori
8. migliorare le infrastrutture e le strutture della città
9. comunicare con e coinvolgere gli stakeholder locali
10. comunicare con e coinvolgere i visitatori
11. controllare la risposta alle misure

### Parametri dell'Unione europea
Per contrastare i possibili effetti negativi del sovraffollamento turistico, l'Environment Sustanibility Performance dell'Unione europea ha indicato 18 parametri per monitorare la salute ambientale in rapporto ad aria\acqua\suolo e a tutte le risorse naturali di un paese:
1. Qualità dell’aria: concentrazione delle polveri sottili (PM10)
2. Qualità dell’aria: concentrazione di biossido di azoto (NO₂)
3. Rumore e piani per ridurlo
4. Consumi di acqua potabile
5. Abitazioni fornite di acqua potabile
6. Variazioni dei consumi elettrici
7. Quantità di rifiuti prodotti
8. Raccolta rifiuti differenziata
9. Acquisto di energia verde da parte delle amministrazioni
10. Passeggeri del trasporto pubblico
11. Presenza di metropolitane e linee tranviarie nell’area urbana
12. Numero di automobili
13. Presenza di piste ciclabili
14. Aree di verde pubblico disponibili
15. Riduzione della produzione di CO₂
16. Impianti ad energia solare negli edifici pubblici
17. Abitanti collegati al teleriscaldamento
18. Pratiche per proteggere il clima e ridurre i consumi di energia

## Esempi e contromisure adottate nel mondo
Effetti di turistificazione si sono avuti nel corso degli anni in diversi contesti in tutto il mondo, sia urbani che extraurbani, a partire dalle destinazioni da più tempo oggetto di turismo di massa.
In Spagna, un caso molto citato è quello di Barcellona, che dopo le olimpiadi del 1992, attraverso investimenti su infrastrutture, trasporti e intrattenimento, è stata in grado di aggiudicarsi il 17º posto nella classifica mondiale delle destinazioni preferite dai turisti. Tuttavia, se da una parte il turismo ha inizialmente stimolato l'economia, dall'altra ha fatto salire i prezzi di abitazioni e locali e causato perdite significative della popolazione residente come quella avvenuta nel quartiere chiamato la Barceloneta, passato da 16910 abitanti nel 2010 a 15036 nel 2015. Ciò ha portato alla creazione di associazioni con lo scopo di tutelare i cittadini locali dai disagi del sovraffollamento turistico come la "ABTS-Assemblea de Barris per un Turisme Sostenibile" (Assemblea di quartieri per un turismo sostenibile).
Situazioni analoghe si vivono alle isole Baleari dove l'aumento del turismo è reso evidente dall'incrementato utilizzo dell'elettricità del 37% dal 1993 al 1998.
Gli effetti spesso non sono solo sulle città, ma anche sugli ambienti naturali. Ad esempio nella baia di Maya nell'isola di Ko Phi Phi Leh in Thailandia, location del film The Beach (2000) interpretato da Leonardo DiCaprio, si è verificata la perdita di circa l'80% della barriera corallina.
Effetti di tipo urbanistico si hanno per esempio a Rimini in Italia, dove ogni anno si registrano fino a 7 milioni di turisti: nelle zone costiere si ha uno sfruttamento del suolo fino al 95%.
Ancora più emblematico delle trasformazioni del tessuto urbanistico e delle destinazioni d'uso è il caso di Venezia, dove nel 2018 si sono registrate 36628419 presenze, rendendo la città lagunare, dopo Roma e Milano, la terza più visitata in Italia dai turisti. In rapporto ai 49129 residenti nel centro storico (al 31 dicembre 2023) rispetto ai 175000 del 1951 è evidente che ormai i residenti occupano solo il 30% del centro storico, con il resto degli spazi destinati a varie forme di ospitalità turistica (alberghi, B&B, affitti brevi, ecc).
In situazioni similari, all'estero sono state prese contromisure di carattere politico-amministrativo: la capitale dei Paesi Bassi, Amsterdam, ha applicato restrizioni e talvolta anche divieti per tutte le attività ritenute "immorali e incivili". Inoltre, per contrastare lo sfollamento della popolazione residente e per rendere più omogenea la distribuzione dei turisti all'interno nel territorio evitando concentrazioni, si sono adottate politiche volte a decentralizzare e diffondere l'interesse turistico, investendo quindi su zone meno conosciute.
Analogamente, nella città costiera di Ragusa, in Croazia, sono stati realizzati dei piani di contenimento dell'afflusso turistico a causa della sua difficile gestione.
Caso particolare è quello della città di Bruges in Belgio, che ha imposto delle limitazioni agli affitti brevi dei privati, la riduzione del numero di autobus che possono circolare nel centro città e delle navi da crociera che possono attraccare nel porto.